# John Holmes Overton
John Holmes Overton (ur. 17 września 1875, zm. 14 maja 1948) – amerykański polityk związany z Partią Demokratyczną.
W latach 1933–1948 był senatorem Stanów Zjednoczonych z Luizjany. Wcześniej, w latach 1931–1933, reprezentował ten stan w Izbie Reprezentantów Stanów Zjednoczonych.